# Microcaecilia iwokramae
Microcaecilia iwokramae es una especie de anfibio gimnofión de la familia Siphonopidae.
Es endémica de la selva de Iwokrama, Guayana Esequiba.